# Sankt Andreasberg
Sankt Andreasberg este un oraș din landul Saxonia Inferioară, Germania.